# Mohammad Bagheri
Mohammad Bagheri (ur. 1960 w Tebrizie, zm. 13 czerwca 2025 w Teheranie) – irański wojskowy, szef sztabu sił zbrojnych Iranu w latach 2016–2025.

## Życiorys
Jako student brał udział w zajęciu ambasady Stanów Zjednoczonych w Teheranie w 1979 r. Przerwał studia i wstąpił ochotniczo do Korpusu Strażników Rewolucji Islamskiej. Dopiero później ukończył studia w zakresie inżynierii oraz geografii, uzyskując doktorat w dziedzinie geografii politycznej. Walczył w wojnie iracko-irańskiej. W 1983 r. został szefem wywiadu wojsk lądowych Korpusu Strażników Rewolucji Islamskiej. W 1988 r., po utworzeniu irańskiego sztabu generalnego, rozpoczął służbę w jego strukturze na stanowisku zastępcy przewodniczącego ds. wywiadowczych. 
W 2016 r. objął stanowisko szefa sztabu sił zbrojnych Iranu, w ramach którego sprawował kontrolę zarówno nad Korpusem Strażników, jak i nad funkcjonującą niezależnie od niego armią irańską. W 2022 r. został objęty sankcjami personalnymi przez Stany Zjednoczone oraz przez Unię Europejską w związku ze swoim udziałem w dostarczaniu Rosji irańskich dronów, które były następnie używane w wojnie przeciwko Ukrainie. W końcu kwietnia 2025 r., podczas trwających rozmów amerykańsko-irańskich w sprawie nowego porozumienia nuklearnego, spotkał się w Teheranie z saudyjskim ministrem obrony księciem Chalidem ibn Salmanem. Była to pierwsza od 1997 r. wizyta tak wysoko postawionego członka saudyjskiej dynastii panującej w Iranie. Zginął 13 czerwca 2025 w ataku Izraela na Iran, którego celem byli czołowi irańscy dowódcy wojskowi oraz naukowcy uczestniczący w irańskim programie nuklearnym. 
Jego starszy brat Hasan również był wojskowym, współtworzył wywiad Korpusu Strażników Rewolucji Islamskiej oraz dowodził dywizją podczas wojny iracko-irańskiej. 